# Liste des espèces de poissons inscrites à l'Annexe I de la CITES
La liste suivante recense les espèces menacées de poissons inscrites à l'Annexe I de la CITES.
Sauf mention contraire, l'inscription à l'Annexe d'une espèce inclut l'ensemble de ses sous-espèces et de ses populations.

## Liste[1]
- Famille des Pristidae :
  - Pristidae spp.

- Famille des Acipenseridae :
  - Acipenser brevirostrum
  - Acipenser sturio

- Famille des Catostomidae :
  - Chasmistes cujus

- Famille des Cyprinidae :
  - Probarbus jullieni

- Famille des Osteoglossidae :
  - Scleropages formosus
  - Scleropages inscriptus

- Famille des Sciaenidae :
  - Totoaba macdonaldi

- Famille des Pangasiidae :
  - Pangasianodon gigas

- Famille des Latimeriidae :
  - Latimeria spp.